# Butte County (Kalifornie)
Butte County je okres ve státě Kalifornie v USA. K roku 2010 zde žilo 220 000 obyvatel. Správním městem okresu je Oroville. Sousední s okresy Tehama County (na severu), Plumas County (na východě), Yuba County, Sutter County (na jihu), Colusa County a Glenn County (na západě).